# أغلبية عرقية
الأغلبية العرقية توصف بأنها الهيمنة العددية لأفراد مجموعة عرقية ما ضمن إجمالي عدد السكان في كيان سياسي أو جغرافي معين. يشير العرق إلى علم الأنساب واللغة والثقافة والتعرف على مجموعة اجتماعية تاريخية والممارسات السلوكية الموروثة من الأسلاف، من بين أمور أخرى، مثل النظام الغذائي والفن والدين.

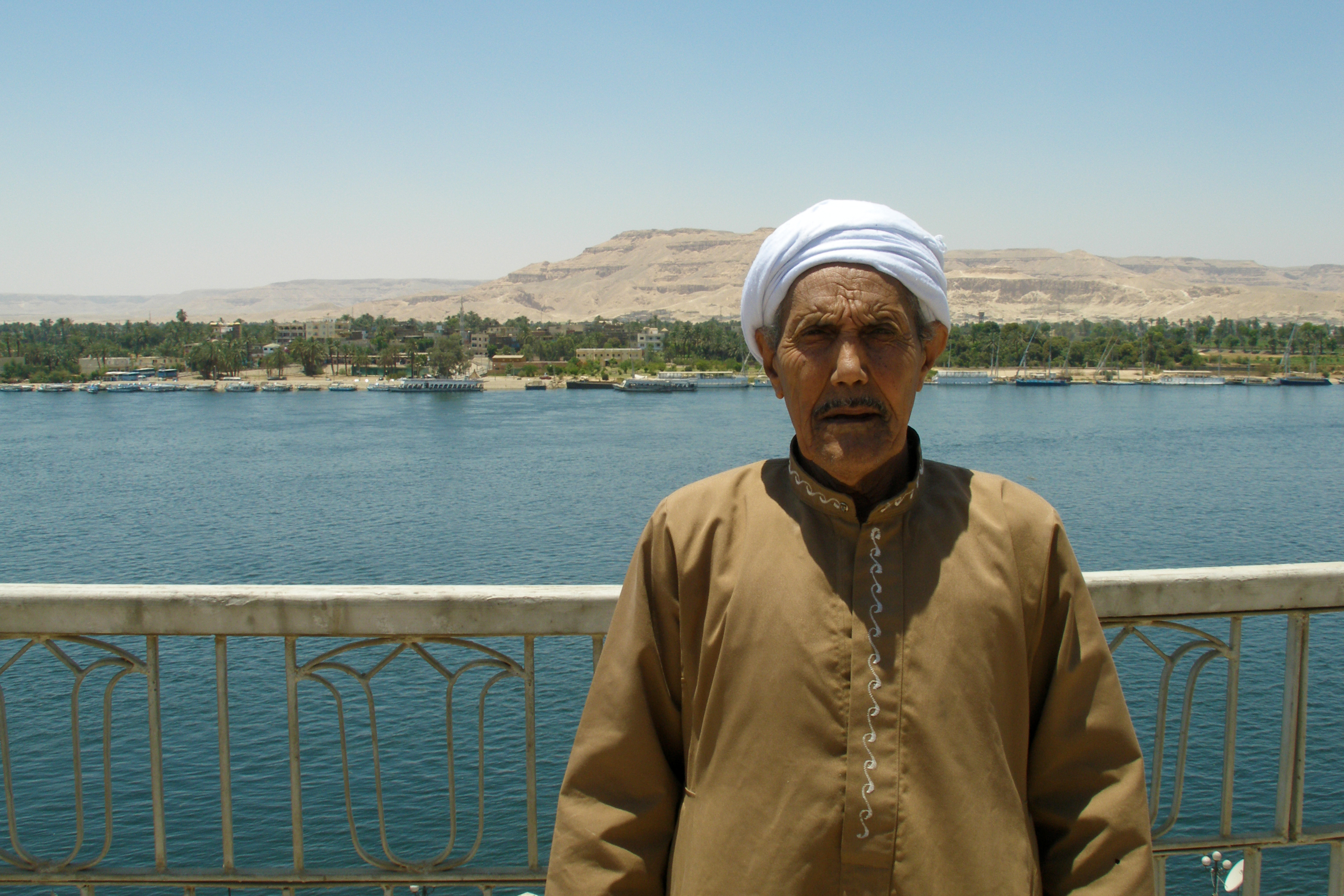
صورة لعربي مصري وهي الأغلبية العرقية في جمهورية مصر العربية

تتناقض الأغلبية العرقية عمومًا مع الأقليات العرقية ضمن مجموعة سكانية معينة، مثل السكان الأصليين أو الشتات أو العرقيات المهاجرة. يشتق مفهوم الدولة القومية الإقليمية من فكرة توحيد ودمج العرقيات في دول مستقلة. ومع ذلك، فإن البلدان أحادية العرق غير موجودة تقريبًا. لدى الأشخاص المعاصرين بشكل متزايد جذور أنساب وعرقية متعددة. ونتيجة لذلك، فإنهم في كثير من الأحيان يتعرفون بشكل فضفاض فقط على مجموعات عرقية متميزة. يتم تحديد الهوية ضمن فئات متعددة الأعراق والمجتمعات والثقافية.